# Mein Gott, Willi!
Mein Gott Willi – Die seltsame Karriere des Willi Gimmel lautet der Titel einer deutschen Fernsehkomödie, die 1980 von der UFA für das ZDF produziert wurde. Regie zum Film führte Ralf Gregan.

## Inhalt
Willi Gimmel arbeitet seit fast zehn Jahren als Schauspieler am Städtischen Theater. Einst vom Intendanten von Söllow als hoffnungsvolles Talent gehandelt und schließlich unter Vertrag genommen, wurde er jedoch inzwischen zum Souffleur degradiert – ein Umstand, unter dem der gelernte Schauspieler sehr leidet. Auch sonst hat es Gimmel, mittlerweile ein gereifter Mann, alles andere als leicht im Leben. Er wohnt noch immer bei seiner strengen Mutter, von der er sich einfach nicht lösen kann und die in ihm immer noch den kleinen Jungen sieht, der ihrer Zuwendung bedarf.
Da seine Arbeitskraft am Theater immer weniger in Anspruch genommen wird, bewirbt sich Gimmel bei einem Kaufhaus. Dort wird ein Mann gesucht, der in verschiedenen Verkleidungen in sämtlichen Abteilungen auftreten soll, um Reklamationen verärgerter Kunden entgegenzunehmen. Dies ist allerdings reine Show, die Kaufhausleitung braucht in Wahrheit nur einen Mann, der quasi als Blitzableiter fungiert. Glücklicherweise erhält Gimmel die Stellung, denn nur kurze Zeit später wird er am Theater fristlos entlassen. Der Star-Schauspieler Melchior hatte sich wieder einmal über seine Arbeitsleistung beschwert und den Intendanten zu dieser Kündigung gedrängt.
Seiner autoritären Mutter kann er diese persönliche Niederlage nicht beichten und beschließt zu schweigen. Allabendlich geht er nun statt zu den Proben in die Theater-Vorstellungen. Ausgerüstet mit seinem Souffleurbuch, ist er auf den Zuschauerrängen ganz der Schauspieler, geht bei jedem Stück begeistert mit und stört so ungewollt das Publikum. Der Intendant von Söllow erteilt ihm schließlich Hausverbot. Nun irrt Willi Gimmel jeden Abend drei Stunden in der Stadt umher, damit die Mutter weiter im Glauben bleibt, er ginge zur Arbeit.
Indessen ist die Kaufhausleitung mit Gimmel sehr zufrieden und beschließt, weiteres Personal für das „Beschwerde- und Reklamations-Sonderdezernat“ einzustellen, deren Leiter Willi Gimmel werden soll. Doch schon bald zeichnen sich neue Probleme ab: Mit dem neuen Kollegen Baumbauer steht Gimmel vom ersten Moment an auf Kriegsfuß. Baumbauer mobbt seinen Abteilungsleiter, wo es nur geht, vor allem aber blamiert er ihn gern vor den Kunden. Dadurch lernt Gimmel die Bardame Rosi Binder kennen, in die er sich verliebt, sehr zum Missfallen seiner eifersüchtigen Mutter. Andererseits kommt es zu einer folgenschweren Auseinandersetzung mit seinem ehemaligen Schauspielkollegen Melchior, nachdem Baumbauer Gimmel wieder einmal in eine peinliche Situation gebracht hat.
Wutentbrannt verfolgt Gimmel Melchior und erzählt dummerweise in seinem Zorn davon, dass so blöde Kunden wie er auf die Masche des Kaufhauses, die Beschwerden nämlich ernstzunehmen, hereinfielen. Melchior reagiert sofort, informiert Radio und Presse. Auch die Kaufhausleitung bekommt davon Wind und feuert Gimmel umgehend, da dieser zu absoluter Diskretion verpflichtet war.
Damit ist das Spiel aus. Auch die Mutter erfährt von den Lügen ihres Sohnes ihr gegenüber. Willi Gimmel entschließt sich, zu seiner neuen Freundin Rosi zu gehen, um Abstand von all dem Trubel zu gewinnen.
Einen Tag später dann folgt eine weitere Katastrophe: Es erscheint ein Artikel über den „Möchtegern-Schauspieler“ Willi Gimmel in der Lokalzeitung, einschließlich Interview mit dem Intendanten von Söllow, der kein gutes Haar an seinem ehemaligen Schauspieler lässt. Ohne zu zögern, stürmt Gimmel in Richtung Theater, platzt ohne Vorwarnung in eine Probe hinein, greift von Söllow verbal an und wird überraschenderweise nach diesem überzeugenden Auftritt für das neueste Stück durch den Regisseur und den Intendanten engagiert.

## Sonstiges
In diesem Film spielt Dieter Hallervorden nicht den Blödelbarden vom Dienst. Auch passt die Komödie sonst nicht in die Reihe der „Didi“-Filme. Vielmehr stellt Hallervorden einen vom Schicksal gebeutelten Verlierertypen dar, auf dem alle gern herumhacken. Im Verlauf des Filmes aber geht eine positive Entwicklung mit der Figur des Willi Gimmel vor, die schließlich darin ihren Höhepunkt findet, dass er zum einen eine Frau kennenlernt und sich von seiner Mutter trennt und zum anderen ein Engagement als Hauptdarsteller in einem Theaterstück erhält.

## DVD-Veröffentlichung
Der Film erschien am 4. September 2006 bei Turbine-Medien auf DVD.